# Пеце (Иванец)
Пеце је насељено место у Републици Хрватској у Вараждинској жупанији. Административно је у саставу града Иванца. Простире се на површини од 1,56 км2

## Становништво
Према задњем попису становништва из 2001. године у насељу Пеце живела су 83 становника. који су живели у 22 породична домаћинстава Густина насељености је 53,21 становника на км2.
Кретање броја становника по пописима 1857—2001.
| година пописа  | 1857. | 1869. | 1880. | 1890. | 1900. | 1910. | 1921. | 1931. | 1948. | 1953. | 1961. | 1971. | 1981. | 1991. | 2001. |
| бр. становника | 66    | 68    | 73    | 83    | 109   | 85    | 91    | 124   | 130   | 107   | 102   | 96    | 94    | 99    | 83    |

Напомена:До 1900. и од 1981. надаље исказивано под именом Пеце. Од 1910. до 1971. насеље је исказивано под именом Пеце Подбелско.